# Réserve écologique de la Tourbière-de-Shannon
Vous lisez un « bon article » labellisé en 2015.
La réserve écologique de la Tourbière-de-Shannon est une réserve écologique du Québec (Canada) située à Shannon. Cette réserve de 169 ha a pour mission de protéger une tourbière ombrotrophe qui s'est développée en milieu deltaïque. Il s'agit d'une tourbière bombée qui s'est formée sur les dépôts d'un ancien delta de la rivière Jacques-Cartier sur la mer de Champlain. On y retrouve deux espèces d'orchidées susceptibles d'être désignées menacées ou vulnérables, la platanthère à gorge frangée et la listère du Sud. Elle a été protégée en 2011 et elle est administrée par le ministère du Développement durable, de l'Environnement et de la Lutte contre les changements climatiques.

## Toponymie
Le nom de la tourbière de Shannon provient de l'Atlas des tourbières du Québec méridional réalisé par le chercheur Pierre Buteau en 1989. Elle emprunte son nom à la municipalité où elle est située. L'origine du toponyme Shannon est inconnue. Le Shannon est l'un des principaux fleuve d'Irlande, ce que la population de la municipalité, d'origine irlandaise, aurait voulu rappeler. Une autre possibilité est qu'il s'agisse d'un anthroponyme. On note dans les registres de la paroisse le décès en 1831 d'un certain Richard Shannon et l'année suivante d'un Simon Shannon.

## Géographie

### Situation

Carte de localisation de la réserve écologique.

La réserve écologique de la Tourbière-de-Shannon est située dans la municipalité de Shannon, elle-même située dans la municipalité régionale de comté (MRC) de La Jacques-Cartier et la région administrative de la Capitale-Nationale, à environ 30 km au nord-ouest de Québec.
L'ensemble de la tourbière de Shannon couvre 250 ha et la réserve a une superficie de 168,77 ha. Cela représente environ 1,4 % des tourbières de la MRC,. Elle est située à une altitude de 180 mètres.

### Géologie
Le socle rocheux de la tourbière de Shannon est composé de gneiss d'origine sédimentaire et magmatique. Lors de l'apogée de la glaciation du Wisconsin, tout le Québec était recouvert par l'inlandsis. Le poids de cette glace a enfoncé la croûte terrestre. Quand elle s'est retirée, il y a 12 500 ans, l'océan Atlantique a envahi toute la vallée du Saint-Laurent jusqu'aux alentours d'Ottawa. La mer de Champlain s'est retirée il y a 9 500 ans. Au cours de cette courte période, le territoire de la réserve était situé au niveau du delta de la rivière Jacques-Cartier, qui a laissé d'épais dépôts sableux d’origine fluvioglaciaire. La mer a aussi laissé de nombreuses dépressions mal drainées propices à l'établissement d'écosystème tourbeux.
La tourbière de Shannon est une tourbière ombrotrophe de forme bombée. Cette tourbière reçoit son apport d'eau et de minéraux uniquement des précipitations. Les échanges cationiques des sphaignes contribuent à donner à la tourbière un pH acide entre 3,5 et 4,6. On observe un « lagg », c'est-à-dire une section minérotrophe d'une tourbière ombrotrophe, en marge de la tourbière. Elle est alors enrichie par les minéraux provenant de l'eau de ruissellement. On retrouve dans les laggs simultanément des espèces  minérotrophes, facultatives ou même ombrotrophes.

### Climat
Le climat de la région de Shannon se caractérise par un climat de type continental, subhumide et subpolaire. La température annuelle de la région varie entre 2,5 et 5 °C et les précipitations varient entre 1 000 et 1 300 mm par an. La saison de croissance varie entre 170 à 180 jours.
| Mois                              | jan.  | fév.  | mars | avril | mai   | juin  | jui.  | août  | sep.  | oct. | nov.  | déc.  | année   |
| --------------------------------- | ----- | ----- | ---- | ----- | ----- | ----- | ----- | ----- | ----- | ---- | ----- | ----- | ------- |
| Température minimale moyenne (°C) | −17,7 | −15,6 | −9,4 | −1    | 5,4   | 10,5  | 13,5  | 12,5  | 7,5   | 2    | −4,2  | −12,8 | −0,8    |
| Température moyenne (°C)          | −12,8 | −10,8 | −4,6 | 3,7   | 11,2  | 16,4  | 19,3  | 18,1  | 12,7  | 6,6  | −0,7  | −8,6  | 4,2     |
| Température maximale moyenne (°C) | −7,9  | −5,6  | 0,2  | 8,3   | 17    | 22,3  | 25    | 23,6  | 17,1  | 11,1 | 2,9   | −4,2  | 9,2     |
| Précipitations (mm)               | 86,6  | 74,5  | 76,1 | 83,5  | 115,9 | 111,4 | 121,4 | 104,2 | 115,5 | 98,3 | 102,5 | 99,9  | 1 189,7 |
| dont neige (cm)                   | 71,9  | 63,6  | 46,4 | 13,2  | 0     | 0     | 0     | 0     | 0     | 3,2  | 32,7  | 72,4  | 303,4   |

## Milieu naturel
La dénomination et la délimitation des écorégions diffèrent selon les organismes qui les établissent. Selon la Commission de coopération environnementale, la réserve est située dans l'écorégion de niveau III d'Algonquin/Laurentides méridionales des forêts tempérées de l'Est,. Le cadre écologique canadien la classe parmi les Laurentides méridionales, alors que le Fonds mondial pour la nature l'inclut dans les forêts transitionnelles de l'Est.

### Flore

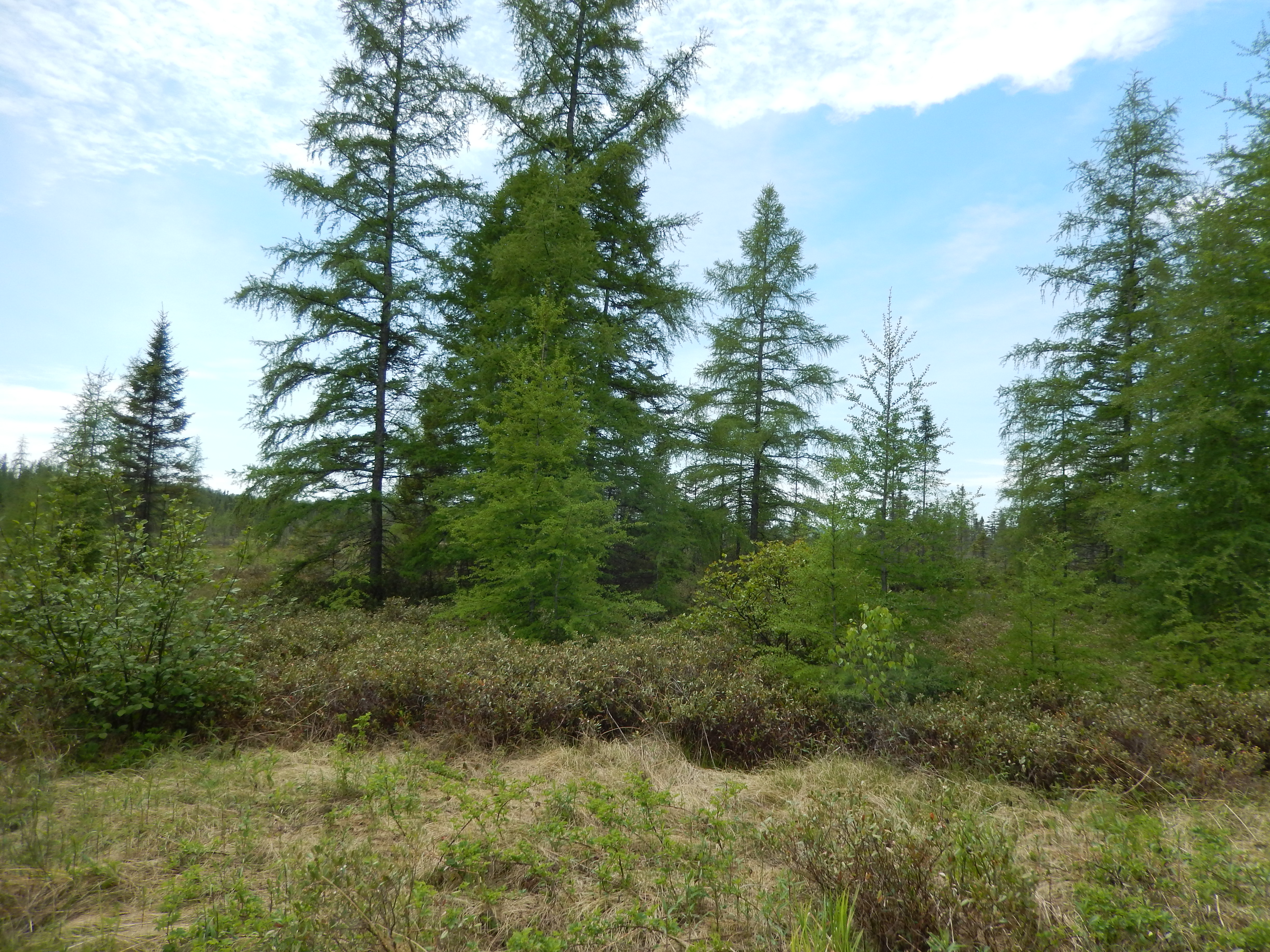
Une portion forestière de la réserve.

On retrouve dans la réserve deux espèces qui sont susceptibles d'être désignées menacées ou vulnérables, la platanthère à gorge frangée (Platanthera blephariglottis var. blephariglottis) et la listère du Sud. La platanthère à gorge frangée est une orchidée qui colonise généralement les tourbières. Sa population, dans la tourbière de Shannon, avoisine les 1 000 individus, ce qui en fait une population en excellente condition. Quant à la listère du Sud, elle semble plus exigeante pour le choix de ses milieux. La population de la tourbière de Shannon, qui est estimée à 500 individus est la seconde population en taille au Québec.
La réserve, outre la tourbière, est composé de cinq peuplements forestiers différents. Les sol les mieux drainés comprennent une forêt mixte composée de sapin baumier et d'érable rouge. Les milieux modérément à mal drainés sont dominés par une sapinière dont les sous-bois sont composés de quatre-temps, d'oxalide de montagne et de dryoptère intermédiaire. Les sols minéraux mal drainés sont colonisés par une pessière à sapin, qui abrite majoritairement de l'épinette noire, de l'épinette rouge et du sapin baumier. Le sous-bois est surtout recouvert de mousse. En marge de la tourbière, où le drainage est très mauvais et recouvert de dépôt organique, on retrouve une forêt de mélèze laricin. Les rives du ruisseau Leddy Brook sont recouvertes par une aulnaie dominée par l'aulne rugueux (Alnus incana subsp. rugosa) avec des ouvertures occupées par des plantes herbacées telle la calamagrostide du Canada. Dans les sections les plus humides et le ruisseau lui-même, on retrouve le rubanier à feuilles étroites, l'onoclée sensible, et l'osmonde.

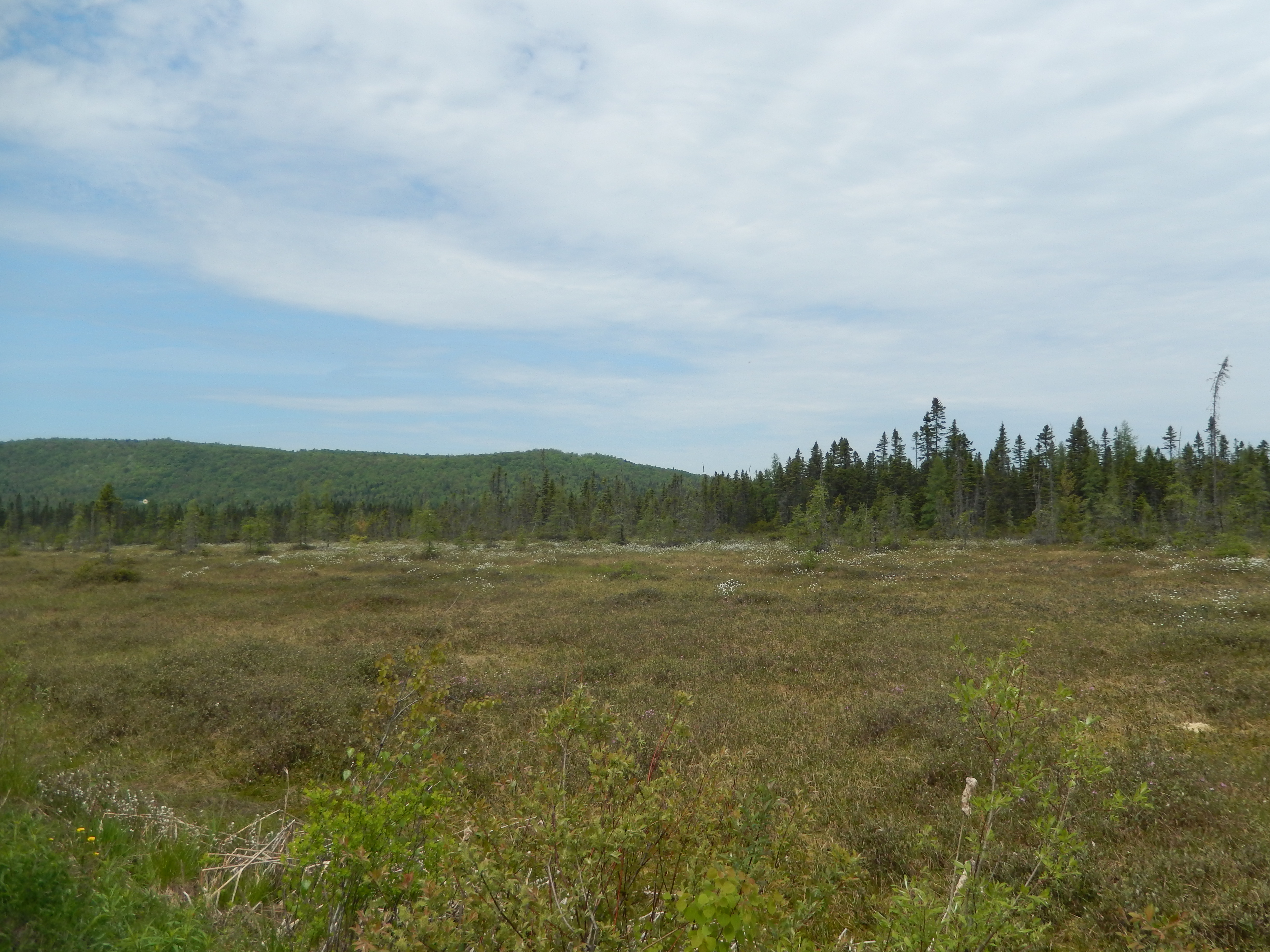
La portion ouverte de la tourbière.

La tourbière ouverte est composée de cinq communautés végétales différentes. La section ayant le plus d'arbres est recouverte par une pessière noire arbustive sur tourbe. Cette communauté végétale est dominée par un couvert dense d'épinette noire. La strate herbacée est plutôt pauvre et est dominée par le carex raide et la mousse Pleurozium schreberi. La portion centrale est colonisée par une pessière noire arbustive ouverte à éricacées, un type de végétation que l'on retrouve habituellement dans la portion la plus élevée d'une tourbière bombée. L'épinette noire y est présente, mais à une densité moins élevée que la portion sur tourbe. Les éricacées que l'on retrouve dans cette portion de la tourbière sont le thé du Labrador, le cassandre caliculé, et la strate herbacée est dominée par la linaigrette à large gaine (Eriophorum vaginatum subsp. spissum). Quant à la tourbe, elle est dominée par Sphagnum capillifolium et Sphagnum fuscum, accompagnées de Sphagnum magellanicum, de Sphagnum angustifolium et de Sphagnum fallax. Le lagg de la tourbière est occupé par une arbustaie à carex raide (Carex stricta). Les arbustes de cette section sont constitués de némopanthe mucroné et de viorne cassinoïde (Viburnum nudum var. cassinoides). La strate herbacée est dominée par le carex raide. C'est dans cette section que l'on retrouve les colonies de platanthère à gorge frangée et de listère du Sud. La section de transition entre la portion centrale et le lagg est composée d'une éricaçaie à carex oligosperme. Les Éricacées les plus courantes sont la cassandre caliculé et l'andromède glauque (Andromeda polifolia var. latifolia). La state herbacée est dominée par le carex oligosperme. On y retrouve sporadiquement des arbustes d'épinette noire et des mélèzes laricin. Les principales espèces de sphaignes sont Sphagnum capillifolium dans les sections les plus sèches et Sphagnum fallax dans les plus humides. On y retrouve aussi des colonies de platanthère à gorge frangée et de listère australe. La dernière section de la tourbière est composée d'une platière humide dont la communauté végétale est une éricaçaie à sphaignes et linaigrette à feuilles étroites. Les éricacées qui la composent sont entre autres la cassandre caliculée et le kalmia à feuilles d'andromède sur un couvert de Sphagnum papillosum et de Sphagnum capillifolium. La strate herbacée est dominée par la linaigrette à feuilles étroites et le carex oligosperme. La scheuchzérie des marais est présente dans les sections les plus humides.

### Faune
L'ours noir et le cerf de Virginie sont fréquemment observés dans les environs, mais il n'y a eu aucun inventaire faunique sur le territoire de la réserve permettant de connaître avec exactitude le nombre d'espèces qui la fréquentent. Un inventaire réalisé dans la garnison Valcartier située à proximité, a permis de recenser six espèces de grands mammifères, quatorze espèces de micromammifères, six espèces de chiroptères, douze espèces de rapaces diurnes, huit espèces de strigidés, cent trente-sept espèces d’oiseaux forestiers, trois espèces de couleuvres, une espèce de tortue, six espèces de salamandres et neuf espèces d’anoures. Parmi ces espèces, la grenouille des marais, la salamandre sombre du Nord, la musaraigne fuligineuse, le campagnol des rochers, le campagnol-lemming de Cooper, la chauve-souris argentée et la pipistrelle de l'Est sont des espèces susceptibles d'être désignées menacées ou vulnérables au Québec. Le loup de l'Est et la buse à épaulettes ont été désignés comme espèces préoccupantes au Canada et le pygargue à tête blanche a été désigné vulnérable au Québec.
Le ruisseau Leddy Brook est un ruisseau dont les berges indiquent de fortes crues. Le ruisseau comprend une multitude de barrages créés par les castors. Ces barrages ont créé de nombreux milieux humides où l'on retrouve l'omble de fontaine, le mulet à cornes, le meunier noir, le mulet de lac et le naseux.

## Histoire
La tourbière a été répertoriée dans l'Atlas des tourbières du Québec méridional de Pierre Buteau en 1989. En 2009, le Gouvernement du Québec classe le territoire de la réserve en « réserve écologique projetée ». La réserve obtient son statut permanent le 6 avril 2011.

## Gestion
La réserve, administrée par le ministère du Développement durable, de l'Environnement et de la Lutte contre les changements climatiques, est dépourvue d'infrastructure. Les réserves écologiques sont un type d'aire protégée qui vise la préservation intégrale d'un environnement naturel, ou d'espèces menacées ou vulnérables. Les seules activités permises sont les activités à des fins d’études scientifiques, d’éducation ou de gestion. Les visiteurs doivent cependant obtenir une autorisation du ministère avant d'y accéder. La chasse, le piégeage et la pêche y sont aussi interdits.

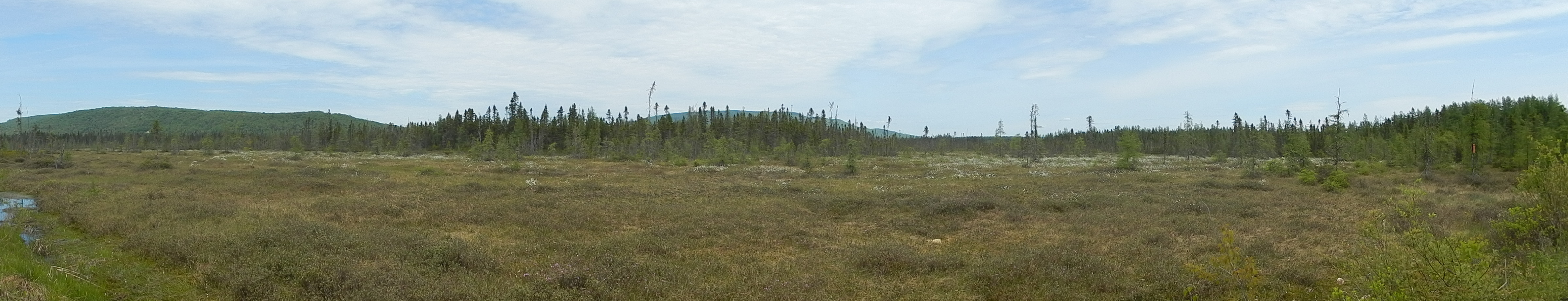
Vue panoramique de la tourbière.